# Canton de Montoire-sur-le-Loir
Le canton de Montoire-sur-le-Loir est une circonscription électorale française située dans le département de Loir-et-Cher et la région Centre-Val de Loire.

## Géographie
Ce canton est organisé autour de Montoire-sur-le-Loir dans l'arrondissement de Vendôme. Son altitude varie de 53 m (Tréhet) à 156 m (Les Hayes).

## Histoire
Par décret du 21 février 2014, le nombre de cantons du département est divisé par deux, avec mise en application aux élections départementales de mars 2015. Le canton de Montoire-sur-le-Loir est conservé et s'agrandit. Il passe de 18 à 47 communes.

## Représentation

### Conseillers d'arrondissement (de 1833 à 1940)
| Période                                  | Période          | Identité                                            | Étiquette | Qualité |
| ---------------------------------------- | ---------------- | --------------------------------------------------- | --------- | --- |
| 1833                                     | 1836             | Marie Louis II Roulleau de La Roussière (1773-1841) |           | Entreposeur de tabac, propriétaire à Montoire                                                               |
| 1836                                     | 1852             | René Chauvin-Quétin (1798-1874)                     |           | Ancien notaire, propriétaire à Montoire                                                                     |
| 1852                                     | 1865 (décès)     | Édouard Joseph Huron-Doré (1794-1865)               |           | Notaire, juge de paix à Montoire                                                                            |
| 1865                                     | 1871             | M. Roulleau                                         |           | Propriétaire à Montoire                                                                                     |
| 1871                                     | 1874             | M. Bourreau                                         |           | Propriétaire à Montoire                                                                                     |
| 1874                                     | 1886 (décès)     | André Quris (1815-1886)                             |           | Propriétaire, receveur des contributions indirectes, adjoint au maire de Montoire                           |
| 1886                                     | 1895             | Georges Victor Pichot                               |           | Propriétaire, maire de Montoire                                                                             |
| 1895                                     | 1910             | Théophile Chaintron                                 |           | Maire de Montoire, Président du Conseil d'arrondissement                                                    |
| 1910                                     | 1919             | Auguste Fortier                                     | Rad.      | Conseiller municipal de Montoire, Président du Conseil d'arrondissement                                     |
| 1919                                     | 1920             | Louis Renard                                        | RG        | Propriétaire à Montoire                                                                                     |
| 1920                                     | 1926 (démission) | Constant Baud                                       |           | Notaire, propriétaire à Villedieu-en-Beauce                                                                 |
| 1926                                     | 1934             | René-Basile Henry (1903-1985)                       |           | Médecin à Montoire                                                                                          |
| 1934                                     | 1940             | Hippolyte Papillon                                  | Rad.      | Négociant en vins, conseiller municipal de Montoire-sur-le-Loir                                             |
| 1940                                     |                  |                                                     |           | Les conseils d'arrondissement ont été suspendus par la loi du 12 octobre 1940 et n'ont jamais été réactivés |
| Les données manquantes sont à compléter. |                  |                                                     |           | |

### Conseillers généraux de 1833 à 2015
| Période | Période      | Identité                               | Étiquette    | Qualité |
| ------- | ------------ | -------------------------------------- | ------------ | --- |
| 1833    | 1852         | Jacques Benier-Vaslin                  |              | Propriétaire et marchand de bois, négociant en toile et cultivateur Adjoint au maire de Montoire (1848)                         |
| 1852    | 1874 (décès) | René Chauvin-Quétin                    |              | Avocat puis notaire Maire de Montoire (1848-1870), conseiller d'arrondissement                                                  |
| 1874    | 1877         | Baron Jean Leroy de la Tournelle       |              | Officier de cavalerie, conseiller municipal de Montoire Propriétaire du château de Fargot                                       |
| 1877    | 1887 (décès) | Albert Georges                         | Républicain  | Élève en pharmacie, propriétaire Maire de Montoire (1882-1887)                                                                  |
| 1887    | 1907         | Léon Garnier                           | Républicain  | Vétérinaire, maire de Saint-Rimay (1896-1908) puis adjoint au maire du 7e arrondissement de Paris                               |
| 1907    | 1920 (décès) | Georges Ajam-Virquin                   |              | Propriétaire Maire de Couture-sur-Loir (1909-1920)                                                                              |
| 1920    | 1940         | Louis Renard                           | RG           | Négociant en vins Maire de Montoire-sur-le-Loir (1925-1944), conseiller d'arrondissement Nommé conseiller départemental en 1943 |
|         |              |                                        |              | |
| 1945    | 1965 (décès) | Georges Doucet                         | SFIO         | Dentiste Maire des Roches-l'Évêque (1947-1965)                                                                                  |
| 1965    | 1986 (décès) | Charles Beaupetit                      | DVD puis UDF | Instituteur puis géomètre-expert - Sénateur (1974-1986) Maire de Montoire-sur-le-Loir (1969-1986)                               |
| 1986    | 1998         | Simone Beaupetit (épouse du précédent) | UDF          | Collaboratrice de son époux Conseillère municipale de Montoire-sur-le-Loir                                                      |
| 1998    | 2004         | Hubert Bretheau                        | DVD          | Vétérinaire Conseiller municipal et ancien maire (1986-1995) de Montoire-sur-le-Loir                                            |
| 2004    | 2011         | Michel Cureau                          | PS           | Enseignant spécialisé Maire de Montoire-sur-le-Loir (2001-2010)                                                                 |
| 2011    | 2015         | Philippe Mercier                       | UDI          | Fonctionnaire Maire de Tréhet Président de la communauté de communes du Pays de Ronsard                                         |

### Conseillers départementaux à partir de 2015
| Période élective | Période élective | Mandat | Mandat           | Identité                | Nuance | Nuance | Qualité                                                                                               |
| ---------------- | ---------------- | ------ | ---------------- | ----------------------- | ------ | ------ | --- |
| 2015             | 2021             | 2015   | 2021             | Claire Foucher-Maupetit |        | DVD    | Maire de Selommes                                                                                     |
| 2015             | 2021             | 2015   | 2019 (démission) | Maurice Leroy           |        | UDI    | Député, Président du conseil général sortant Ancien conseiller général du Canton de Droué (1994-2015) |
| 2015             | 2021             | 2019   | 2021             | Philippe Mercier        |        | DVD    | Fonctionnaire, maire de Vallée-de-Ronsard, ancien conseiller général                                  |
| 2021             | 2027             | 2021   | en cours         | Claire Foucher-Maupetit |        | DVD    | Conseillère sortante, 9ème Vice-Présidente du conseil départemental                                   |
| 2021             | 2027             | 2021   | en cours         | Philippe Mercier        |        | DVD    | Conseiller sortant, 8ème Vice-Président du conseil départemental                                      |

### Résultats détaillés

#### Élections de mars 2015
Lors des élections départementales de 2015, le binôme composé de Claire Foucher-Maupetit et Maurice Leroy (Union de la Droite) est élu au premier tour avec 52,65% des suffrages exprimés, devant le binôme composé de Odile Blanchard et Jean-Yves Narquin (FN) (25,35%). Le taux de participation est de 56,32 % (10 042 votants sur 17 829 inscrits) contre 53,42 % au niveau départemental et 50,17 % au niveau national.

#### Élections de juin 2021
Le premier tour des élections départementales de 2021 est marqué par un très faible taux de participation (33,26 % au niveau national). Dans le canton de Montoire-sur-le-Loir, ce taux de participation est de 39,14 % (6 886 votants sur 17 593 inscrits) contre 35,86 % au niveau départemental. À l'issue de ce premier tour, deux binômes sont en ballottage : Claire Foucher-Maupetit et Philippe Mercier (DVD, 54,76 %) et Caroline Besnard et Christophe Chapuis (Union à gauche avec des écologistes, 23,12 %).
Le second tour des élections est marqué une nouvelle fois par une abstention massive équivalente au premier tour. Les taux de participation sont de 34,36 % au niveau national, 35,81 % dans le département et 37,41 % dans le canton de Montoire-sur-le-Loir. Claire Foucher-Maupetit et Philippe Mercier (DVD) sont élus avec 70,32 % des suffrages exprimés (4 281 voix pour 6 582 votants et 17 595 inscrits),,.

## Composition

### Composition avant 2015
Avant le redécoupage cantonal de 2014, le canton de Montoire-sur-le-Loir, d'une superficie de 235 km2, était composé de dix-huit communes.
| Nom                              | Code Insee | Codepostal | Superficie (km2) | Population (dernière pop. légale) | Densité (hab./km2) |
| -------------------------------- | ---------- | ---------- | ---------------- | --------------------------------- | ------------------ |
| Montoire-sur-le-Loir (chef-lieu) | 41149      | 41800      | 21,02            | 3 963 (2012)                      | 189                |
| Artins                           | 41004      | 41800      | 11,72            | 288 (2012)                        | 25                 |
| Couture-sur-Loir                 | 41070      | 41800      | 14,30            | 411 (2012)                        | 29                 |
| Les Essarts                      | 41079      | 41800      | 4,38             | 106 (2012)                        | 24                 |
| Les Hayes                        | 41100      | 41800      | 15,71            | 195 (2012)                        | 12                 |
| Houssay                          | 41102      | 41800      | 16,56            | 380 (2012)                        | 23                 |
| Lavardin                         | 41113      | 41800      | 6,71             | 199 (2012)                        | 30                 |
| Montrouveau                      | 41153      | 41800      | 17,70            | 141 (2012)                        | 8                  |
| Les Roches-l'Évêque              | 41192      | 41800      | 2,40             | 284 (2012)                        | 118                |
| Saint-Arnoult                    | 41201      | 41800      | 9,57             | 323 (2012)                        | 34                 |
| Saint-Jacques-des-Guérets        | 41215      | 41800      | 1,81             | 94 (2012)                         | 52                 |
| Saint-Martin-des-Bois            | 41225      | 41800      | 36,40            | 633 (2012)                        | 17                 |
| Saint-Rimay                      | 41228      | 41800      | 7,36             | 288 (2012)                        | 39                 |
| Ternay                           | 41255      | 41800      | 14,38            | 329 (2012)                        | 23                 |
| Tréhet                           | 41263      | 41800      | 5,65             | 111 (2012)                        | 20                 |
| Troo                             | 41265      | 41800      | 14,19            | 315 (2012)                        | 22                 |
| Villavard                        | 41274      | 41800      | 5,18             | 139 (2012)                        | 27                 |
| Villedieu-le-Château             | 41279      | 41800      | 29,65            | 409 (2012)                        | 14                 |

### Composition depuis 2015
Lors du redécoupage de 2014, le canton de Montoire-sur-le-Loir était composé de quarante-huit communes.
À la suite de la fusion, au 1er janvier 2019, de Couture-sur-Loir et de Tréhet pour former la commune de Vallée-de-Ronsard, le nombre de communes descend à 46.
| Nom                                          | Code Insee | Intercommunalité         | Superficie (km2) | Population (dernière pop. légale) | Densité (hab./km2) | Modifier                                    |
| -------------------------------------------- | ---------- | ------------------------ | ---------------- | --------------------------------- | ------------------ | ------------------------------------------- |
| Montoire-sur-le-Loir (bureau centralisateur) | 41149      | CA Territoires Vendômois | 21,02            | 3 678 (2022)                      | 175                | modifier les données · modifier les données |
| Ambloy                                       | 41001      | CA Territoires Vendômois | 13,16            | 187 (2022)                        | 14                 | modifier les données · modifier les données |
| Artins                                       | 41004      | CA Territoires Vendômois | 11,72            | 269 (2022)                        | 23                 | modifier les données · modifier les données |
| Authon                                       | 41007      | CA Territoires Vendômois | 32,26            | 749 (2022)                        | 23                 | modifier les données · modifier les données |
| Coulommiers-la-Tour                          | 41065      | CA Territoires Vendômois | 12,12            | 575 (2022)                        | 47                 | modifier les données · modifier les données |
| Crucheray                                    | 41072      | CA Territoires Vendômois | 25,43            | 422 (2022)                        | 17                 | modifier les données · modifier les données |
| Les Essarts                                  | 41079      | CA Territoires Vendômois | 4,38             | 98 (2022)                         | 22                 | modifier les données · modifier les données |
| Faye                                         | 41081      | CA Territoires Vendômois | 8,70             | 220 (2022)                        | 25                 | modifier les données · modifier les données |
| Gombergean                                   | 41098      | CA Territoires Vendômois | 12,18            | 163 (2022)                        | 13                 | modifier les données · modifier les données |
| Les Hayes                                    | 41100      | CA Territoires Vendômois | 15,71            | 172 (2022)                        | 11                 | modifier les données · modifier les données |
| Houssay                                      | 41102      | CA Territoires Vendômois | 16,56            | 371 (2022)                        | 22                 | modifier les données · modifier les données |
| Huisseau-en-Beauce                           | 41103      | CA Territoires Vendômois | 8,98             | 410 (2022)                        | 46                 | modifier les données · modifier les données |
| Lancé                                        | 41107      | CA Territoires Vendômois | 18,01            | 474 (2022)                        | 26                 | modifier les données · modifier les données |
| Lavardin                                     | 41113      | CA Territoires Vendômois | 6,71             | 178 (2022)                        | 27                 | modifier les données · modifier les données |
| Lunay                                        | 41120      | CA Territoires Vendômois | 38,63            | 1 260 (2022)                      | 33                 | modifier les données · modifier les données |
| Marcilly-en-Beauce                           | 41124      | CA Territoires Vendômois | 6,39             | 323 (2022)                        | 51                 | modifier les données · modifier les données |
| Montrouveau                                  | 41153      | CA Territoires Vendômois | 17,70            | 141 (2022)                        | 8,0                | modifier les données · modifier les données |
| Naveil                                       | 41158      | CA Territoires Vendômois | 13,28            | 2 439 (2022)                      | 184                | modifier les données · modifier les données |
| Nourray                                      | 41163      | CA Territoires Vendômois | 12,17            | 126 (2022)                        | 10                 | modifier les données · modifier les données |
| Périgny                                      | 41174      | CA Territoires Vendômois | 10,41            | 168 (2022)                        | 16                 | modifier les données · modifier les données |
| Pray                                         | 41182      | CA Territoires Vendômois | 10,48            | 280 (2022)                        | 27                 | modifier les données · modifier les données |
| Prunay-Cassereau                             | 41184      | CA Territoires Vendômois | 32,85            | 587 (2022)                        | 18                 | modifier les données · modifier les données |
| Rocé                                         | 41190      | CA Territoires Vendômois | 10,27            | 220 (2022)                        | 21                 | modifier les données · modifier les données |
| Les Roches-l'Évêque                          | 41192      | CA Territoires Vendômois | 2,40             | 289 (2022)                        | 120                | modifier les données · modifier les données |
| Saint-Amand-Longpré                          | 41199      | CA Territoires Vendômois | 21,37            | 1 214 (2022)                      | 57                 | modifier les données · modifier les données |
| Saint-Arnoult                                | 41201      | CA Territoires Vendômois | 9,57             | 310 (2022)                        | 32                 | modifier les données · modifier les données |
| Saint-Gourgon                                | 41213      | CA Territoires Vendômois | 10,15            | 96 (2022)                         | 9,5                | modifier les données · modifier les données |
| Saint-Jacques-des-Guérets                    | 41215      | CA Territoires Vendômois | 1,81             | 92 (2022)                         | 51                 | modifier les données · modifier les données |
| Saint-Martin-des-Bois                        | 41225      | CA Territoires Vendômois | 36,40            | 587 (2022)                        | 16                 | modifier les données · modifier les données |
| Saint-Rimay                                  | 41228      | CA Territoires Vendômois | 7,36             | 294 (2022)                        | 40                 | modifier les données · modifier les données |
| Sasnières                                    | 41236      | CA Territoires Vendômois | 7,83             | 90 (2022)                         | 11                 | modifier les données · modifier les données |
| Selommes                                     | 41243      | CA Territoires Vendômois | 28,01            | 795 (2022)                        | 28                 | modifier les données · modifier les données |
| Ternay                                       | 41255      | CA Territoires Vendômois | 14,38            | 330 (2022)                        | 23                 | modifier les données · modifier les données |
| Thoré-la-Rochette                            | 41259      | CA Territoires Vendômois | 10,78            | 817 (2022)                        | 76                 | modifier les données · modifier les données |
| Tourailles                                   | 41261      | CA Territoires Vendômois | 7,46             | 129 (2022)                        | 17                 | modifier les données · modifier les données |
| Troo                                         | 41265      | CA Territoires Vendômois | 14,19            | 304 (2022)                        | 21                 | modifier les données · modifier les données |
| Vallée-de-Ronsard                            | 41070      | CA Territoires Vendômois | 19,95            | 527 (2022)                        | 26                 | modifier les données · modifier les données |
| Villavard                                    | 41274      | CA Territoires Vendômois | 5,18             | 125 (2022)                        | 24                 | modifier les données · modifier les données |
| Villechauve                                  | 41278      | CA Territoires Vendômois | 11,02            | 255 (2022)                        | 23                 | modifier les données · modifier les données |
| Villedieu-le-Château                         | 41279      | CA Territoires Vendômois | 29,65            | 384 (2022)                        | 13                 | modifier les données · modifier les données |
| Villemardy                                   | 41283      | CA Territoires Vendômois | 12,17            | 269 (2022)                        | 22                 | modifier les données · modifier les données |
| Villeporcher                                 | 41286      | CA Territoires Vendômois | 12,10            | 146 (2022)                        | 12                 | modifier les données · modifier les données |
| Villerable                                   | 41287      | CA Territoires Vendômois | 16,81            | 490 (2022)                        | 29                 | modifier les données · modifier les données |
| Villeromain                                  | 41290      | CA Territoires Vendômois | 13,08            | 222 (2022)                        | 17                 | modifier les données · modifier les données |
| Villetrun                                    | 41291      | CA Territoires Vendômois | 6,83             | 318 (2022)                        | 47                 | modifier les données · modifier les données |
| Villiersfaux                                 | 41293      | CA Territoires Vendômois | 7,22             | 246 (2022)                        | 34                 | modifier les données · modifier les données |
| Canton de Montoire-sur-le-Loir               | 4106       |                          | 664,84           | 21 839 (2022)                     | 33                 | modifier les données                        |

## Démographie

### Démographie avant 2015

#### Évolution démographique
| 1962  | 1968  | 1975  | 1982  | 1990  | 1999  | 2006  | 2011  | 2012  |
| ----- | ----- | ----- | ----- | ----- | ----- | ----- | ----- | ----- |
| 9 271 | 9 452 | 9 252 | 9 004 | 8 587 | 8 819 | 8 703 | 8 703 | 8 608 |

#### Âge de la population
La pyramide des âges, à savoir la répartition par sexe et âge de la population, du canton de Montoire-sur-le-Loir en 2009 ainsi que, comparativement, celle du département de Loir-et-Cher la même année sont représentées avec les graphiques ci-dessous.
La population du canton comporte 48,9 % d'hommes et 51,1 % de femmes. Elle présente en 2009 une structure par grands groupes d'âge plus âgée que celle de la France métropolitaine.
Il existe en effet 54 jeunes de moins de 20 ans pour cent personnes de plus de 60 ans, alors que pour la France l'indice de jeunesse, qui est égal à la division de la part des moins de 20 ans par la part des plus de 60 ans, est de 1,06. L'indice de jeunesse du canton est également inférieur à celui  du département (0,83) et à celui de la région (0,95).
| Hommes | Classe d’âge | Femmes |
| ------ | ------------ | ------ |
| 0,7    | 90 ans ou +  | 2,3    |
| 13,2   | 75 à 89 ans  | 17,2   |
| 19,5   | 60 à 74 ans  | 19,9   |
| 21,6   | 45 à 59 ans  | 19,3   |
| 17,4   | 30 à 44 ans  | 16,1   |
| 12,6   | 15 à 29 ans  | 11,4   |
| 15,0   | 0 à 14 ans   | 13,9   |

| Hommes | Classe d’âge | Femmes |
| ------ | ------------ | ------ |
| 0,5    | 90 ans ou +  | 1,5    |
| 8,8    | 75 à 89 ans  | 12,1   |
| 15,4   | 60 à 74 ans  | 16,1   |
| 21,2   | 45 à 59 ans  | 20,5   |
| 19,6   | 30 à 44 ans  | 18,7   |
| 15,9   | 15 à 29 ans  | 14,3   |
| 18,6   | 0 à 14 ans   | 16,8   |

### Démographie depuis 2015
En 2022, le canton comptait 21 839 habitants, en évolution de −1,88 % par rapport à 2016 (Loir-et-Cher : −1,15 %, France hors Mayotte : +2,11 %).
| 2013   | 2018   | 2022   |
| ------ | ------ | ------ |
| 22 291 | 22 062 | 21 839 |